# 9190 Masako
9190 Masako è un asteroide della fascia principale. Scoperto nel 1991, presenta un'orbita caratterizzata da un semiasse maggiore pari a 2,4516168 UA e da un'eccentricità di 0,2195233, inclinata di 5,62897° rispetto all'eclittica.